# Tanakajd
Tanakajd község Vas vármegyében, a Szombathelyi járásban. 1939-ben egyesítették Tana és Kajd községekből.

## Fekvése
A Gyöngyös-sík délkeleti részén, a Gyöngyös-patak mellett fekszik, a megyeszékhely Szombathelytől 10 kilométerre délkeletre.
A közvetlenül határos települések: észak felől Vép, északkelet felől Bozzai, délkelet felől Vasszécseny, dél felől Sorkifalud, nyugat felől pedig Táplánszentkereszt.

### Megközelítése
A településen végighúzódik a 87-es főút, így ez a legfontosabb közúti megközelítési útvonala. Tana településrész főutcája a 84 142-es számú mellékút, Kajdé pedig a 8444-es út, utóbbi köti össze a községet Véppel és a 8443-as úttal is.
Vasútvonal ma nem érinti, így a legközelebbi vasúti csatlakozási lehetőséget a Hegyeshalom–Porpác-vasútvonal és a Székesfehérvár–Szombathely-vasútvonal közös szakaszának Vép vasútállomása kínálja, 6,5 kilométerre északra. Korábban azonban áthaladt a területén a Szombathely–Rum-vasútvonal, aminek legalább egy megállóhelye is volt itt.
A települést érintette volna az 1847-ben tervezett Sopron–Kőszeg–Szombathely–Rum–Zalaszentgrót–Nagykanizsa-vasútvonal, melynek a település mindkét részén lett volna megállója, a mai 87-es út mellett.

## Nevének eredete
Tana és Kajd neve is török eredetű, melyek a tana (borjú) és a qajdi (= megfordult) szavakból származnak.

## Története
A község területe az őskor óta folyamatosan lakott volt. Határában kőkori és rézkori telepek maradványai kerültek elő. A római korban a falutól északra a Halomi-dűlőben nagy kiterjedésű római telep nyomaira bukkantak. A területen római villa és temető maradványait találták meg. Ennek legjelentősebb emléke két fehér márvány domborműves sírkő.
Tanát 1217-ben, Kajdot 1360-ban említik először. Neve alapján mindkét településrész besenyő falu lehetett.
Tana első említése Villa Castrensium Thana néven abban az oklevélben található, melyben II. András király megerősíti a káptalant birtokaiban. 1366-ban és 1384-ben is Tana néven említik. Birtokosai a Tanaiak, Koltayak, Kápolnafeldeiek, Nagymackiak voltak. Tana egykor a mai község keleti részén a Tanai utca környékén feküdt.
Kajd neve 1360-ban poss. Kayd néven bukkan fel először, majd 1417-ben és 1437-ben is említik, korábban Kis- és Nagykajdból állott. Nagykajd 1463-ban Nagykayd alakban, Kiskajd 1462-ben Kyskayd alakban bukkan fel először. Nagykajd a mai templom környékén, míg Kiskajd ettől nyugatra, a mai Fő utca északi része és a Kiskajdi major környékén feküdt. A Hidvégi, Szecsődi, Kajdi, Herman-tilaji, Bodoló stb. családoké volt.
Tana és Kajd is évszázadokon át kisnemesi község volt. Tanáról a 18. században feljegyzik, hogy emberemlékezet óta nem fizetett adót.
Vályi András szerint "TANA. Elegyes falu Vas Várm. földes Ura Boros Uraság, lakosai katolikusok, fekszik Szétsénnek szomszédságában, mellynek filiája; határja síkos, földgye termékeny, réttye elég, és jó, fája, legelője, erdeje van; piatza Kőszegen, és Szombathelyen.  KAJD. Nagy Kajd. Elegyes falu Vas Várm. földes Urai Svotich, és több Uraságok, lakosai katolikusok, fekszik Szombathelyhez egy mértföldnyire, Szent Lőrintznek filiája, síkon fekvő földgyei termékenyek, réttyeik jók, fájok elég, eladásra is jó módgyok van."
Fényes Elek szerint "Tana, magyar falu, Vas vmegyében, 188 kath., 6 evang. lak. F. u. Boros, Polányi, Balogh, Forintos. Ut. p. Szombathely. Kajd (Kis-), magyar falu, Vas vmegyében, a Gyöngyös mellett: 80 kathol. lakossal. Ut. p. Szombathely. Birja Szegedy Károly. Kajd (Nagy-), magyar falu, Vas vmegyében, az előbbeni helység mellett: 260 kath. lak., jó buzatermő róna határral. Birják többen."
Vas vármegye 1898-ban kiadott monográfiájában "Kajd magyar község, a Gyöngyös patak mellett, 72 házzal és 425 r. kath., ág. ev. és ev. ref. lakossal. Postája helyben, távírója Vép. Vasutállomás a szombathely-rumi vasút mentén. Körjegyzőségi székhely. Kath. temploma a XVI. században épült. A község északi részén mesterséges földhányások láthatók, melyek még a török időkből maradtak fenn. Földesurai a Szvetich – és Szegedy-családok voltak. Tana, gyöngyösmenti magyar község, 81 házzal és 263 r. kath. és ág. ev. lakossal. Postája Nagy-Kajd, távírója Vép. A község a szombathely-rumi vasútvonal mentén fekszik. Itt van báró Ambrózy Lajos régi kastélya, melyet még az Ivánkovich család építtetett. E családon kivül a község földesurai a Békássyak , Forintosok , Lipicsek és a Borosok voltak."
1910-ben Tanának 261, Kajdnak 470 lakosa volt.

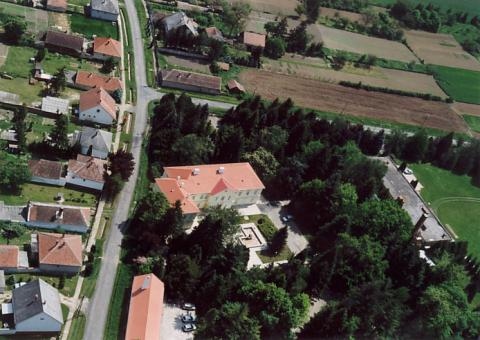
Tanakajd légi-fotója az Ambrózy család kastélyáról.

## Közélete

### Polgármesterei
- 1990–1994: Görcz Gyula Csaba (független)[9]
- 1994–1998: Görcz Gyula Csaba (független)[10]
- 1998–2002: Görcz Gyula (Fidesz)[11]
- 2002–2006: Görcz Gyula Csaba (független)[12]
- 2006–2010: Kondor Gábor (független)[13]
- 2010–2011: Kondor Gábor Iván (független)[14]
- 2011–2014: Kiss Zsanett (független)[15]
- 2015–2019: Simon Miklós (független)[16]
- 2019–2024: Görcz Gyula Csaba (független)[17]
- 2024– : Borosné Ódor Andrea (független)[1]

A településen 2011. november 27-én időközi polgármester-választást tartottak, az előző polgármester lemondása miatt.
A 2014. október 12-én megtartott önkormányzati választáson nem lehetett Tanakajdon polgármestert választani, mert a posztra egyetlen lakos sem jelöltette magát. Az emiatt szükségessé vált időközi választást 2015. január 18-án tartották meg, meglehetősen (és az előző őszi passzivitáshoz képest meglepően) nagy számú, összesen hat jelölt részvételével.

## Népesség
A település népességének változása:
| Lakosok száma | 715  | 705  | 720  | 714  | 760  | 763  | 772  |
|               | 2013 | 2014 | 2015 | 2021 | 2022 | 2023 | 2024 |

A 2011-es népszámlálás során a lakosok 92,7%-a magyarnak, 0,3% németnek, 0,3% románnak mondta magát (7,3% nem nyilatkozott; a kettős identitások miatt a végösszeg nagyobb lehet 100%-nál). A vallási megoszlás a következő volt: római katolikus 78%, református 0,8%, evangélikus 1,2%, felekezet nélküli 4,4% (15,5% nem nyilatkozott).
2022-ben a lakosság 92,1%-a vallotta magát magyarnak, 1,3% németnek, 0,8% cigánynak, 0,1% bolgárnak, 3,1% egyéb, nem hazai nemzetiségűnek (7,9% nem nyilatkozott; a kettős identitások miatt a végösszeg nagyobb lehet 100%-nál). Vallásuk szerint 51,4% volt római katolikus, 2,1% református, 2% evangélikus, 0,8% egyéb keresztény, 1,7% egyéb katolikus, 5,4% felekezeten kívüli (36,6% nem válaszolt).

## Nevezetességei
- A Magyarok Nagyasszonyának szentelt nagykajdi római katolikus templom 16. századi eredetű (leégett), 1908-ban neoromán stílusban újra építették, ezen év október 11-én szentelték fel. Az oltárképet Gróf Erdődy Gyuláné festette.
- Klasszicista Ambrózy-kastély 1820 körül épült, 1869-ben az Ambrózy család birtoka lett. 1954-től a Vas Megyei Növényegészségügyi és Talajvédelmi Állomás működik benne. Többszöri szervezeti átalakulás után 2019 februárjában felszámolták. Parkja természetvédelmi terület számos növényritkasággal.
- A tanakajdi templom és a polgármesteri hivatal közötti területen 2021. október 24-én Trianonra emlékező országzászlót állítottak. A zászló előtti talapzaton a Szent Korona kőből faragott másolatát helyezték el. A posztamensen – a történelmi Magyarország körvonalai alatt – a Szózat kezdősorai olvashatók: „HAZÁDNAK RENDÜLETLENŰL LÉGY HÍVE, OH MAGYAR”. Az alkotás Tóth Magdolna és Módy Péter szobrászok munkája.[22]

## Híres emberek
Itt élt és alkotott 1914-től 1933-ban bekövetkezett haláláig Ambrózy-Migazzi István természettudós, botanikus, dendrológus, a szlovákiai malonyai, és a Kám területén található Jeli Arborétum alapítója.